# Геббе, Катрин
Катрин Геббе (нем. Katrin Gebbe, 1983, Иббенбюрен) — немецкий кинорежиссёр и сценарист.

## Биография
Окончила Академию визуальных искусств и дизайна в Энсхеде, получила степень бакалавра. Продолжила обучение в Школе Музея изящных искусств в Бостоне и Школе медиа в Гамбурге. С 2010 — фрилансер. В 2010, 2011, 2013 вела мастер-классы в Цюрихе.

## Фильмография
- 2006: KOI (короткометражный)
- 2007: Narzissen (короткометражный)
- 2007: Einladung (короткометражный)
- 2009: Шореш и Ширин/ Şoreş & Şîrîn (короткометражный; премия взрослого жюри Чикагского МКФ детского кино, Европейская Civis media prize)
- 2013: Торе танцует/ Tore tanzt (премьерный показ — в программе Особый взгляд Каннского МКФ, также был показан на Мельбурнском МКФ, официально отобран на Stanley Film Festival, США; Премия немецких кинокритиков за лучший дебютный художественный фильм, Баварская кинопремия лучшему новому режиссёру, премия Гамбургского КФ за лучший сценарий, номинация на Немецкую кинопремию за режиссуру; на 36-м ММКФ представлен в программе Фильмы, которых здесь не было)